# Henrik 1. af Braunschweig-Grubenhagen
Henrik 1. af Braunschweig og Lüneburg (august 1267 – 7. september 1322) var den første hertug af Fyrstendømmet Grubenhagen, et delfyrstendømme i Hertugdømmet Braunschweig-Lüneburg, fra 1291 til 1322. Han var den ældste søn af hertug Albrecht 1. af Braunschweig.